# Lijst van rijksmonumenten in Kornwerderzand
De plaats Kornwerderzand telt 26 inschrijvingen in het rijksmonumentenregister. Hieronder een overzicht. 
Voor een overzicht van alle beschikbare afbeeldingen zie de categorie Rijksmonumenten in Kornwerderzand op Wikimedia Commons.
| Object | Oorspronkelijke functie? | Bouwjaar | Architect       | Locatie                                                                                                | Coördinaten?                 | Nr.?   | Afbeelding |
| --- | ------------------------ | -------- | --------------- | --- | ---------------------------- | ------ | --- |
| Kazemat I (mitrailleurkazemat met mitrailleurkamer en manschappenvertrek) | Kazemat                  | 1933     |                 | 1e linie, op het uiteinde van de noordwestelijke havendam                                              | 53° 4' 46" NB, 5° 20' 2" OL  | 516497 | Kazemat 01 Kazemat I (mitrailleurkazemat met mitrailleurkamer en manschappenvertrek) |
| Kazemat II (kanonkazemat met kanonkamer, munitiekamer, manschappenverblijf, toilet en observatiepost) | Kazemat                  | 1932     |                 | 1e linie, aan de voet van de noordwestelijke havendam                                                  | 53° 4' 28" NB, 5° 19' 59" OL | 516498 | Kazemat 02 Kazemat II (kanonkazemat met kanonkamer, munitiekamer, manschappenverblijf, toilet en observatiepost) |
| Kazemat III (hulpverbandplaats met waterreservoir, hulppost, machinekamer, oliebergplaats en aggregaat) | Kazemat                  | 1932     |                 | 1e linie, onder het brugwachtersgebouw                                                                 | 53° 4' 26" NB, 5° 20' 3" OL  | 516499 | Kazemat 03 Kazemat III (hulpverbandplaats met waterreservoir, hulppost, machinekamer, oliebergplaats en aggregaat) |
| Kazemat IV (commandokazemat met commandopost, observatiekoepel, telefooncentrale, onderofficierenvertrek, manschappenverblijf, mitrailleurkamer en twee toiletten) | Kazemat                  | 1932     |                 | 1e linie, aan de voet van de zuidwestelijke havendam aan de zijde van de brug                          | 53° 4' 23" NB, 5° 20' 2" OL  | 516500 | Kazemat 04 Kazemat IV (commandokazemat met commandopost, observatiekoepel, telefooncentrale, onderofficierenvertrek, manschappenverblijf, mitrailleurkamer en twee toiletten) |
| Kazemat V (mitrailleurkazemat met machinegeweerkamer, onderofficierenvertrek en manschappenverblijf) | Kazemat                  | 1933     |                 | 1e linie, op de zuidwestelijke havendam tussen de brug en de schutsluizen                              | 53° 4' 17" NB, 5° 20' 4" OL  | 516501 | Kazemat 05 Kazemat V (mitrailleurkazemat met machinegeweerkamer, onderofficierenvertrek en manschappenverblijf) |
| Kazemat VI (kanonkazemat met op de beganegrond twee kanonkamers, manschappenverblijf, twee veld-affuit-opstelruimtes, commando- en observatiepost en in de kelder twee onderofficiersvertrekken, manschappenverblijf, drie munitiekamers, twee regenwaterputten en twee toiletten) | Kazemat                  | 1933     |                 | 1e linie, op de zuidwestelijke havendam ter hoogte van de kleine schutsluis                            | 53° 4' 10" NB, 5° 20' 8" OL  | 516502 | Kazemat 06 Kazemat VI (kanonkazemat met op de beganegrond twee kanonkamers, manschappenverblijf, twee veld-affuit-opstelruimtes, commando- en observatiepost en in de kelder twee onderofficiersvertrekken, manschappenverblijf, drie munitiekamers, twee regenwaterputten en twee toiletten) |
| Kazemat VII (zoeklichtkazemat met opstelplaats voor zoeklicht, spiegelkamer, remise voor de spiegelinstallatie, aggregaat, manschappenverblijf, observatiepost en brandstofreservoir)                                                                                              | Kazemat                  | 1932     |                 | 1e linie, op de zuidwestelijke havendam ter hoogte van het zuidelijke uiteinde van de grote schutsluis | 53° 4' 7" NB, 5° 20' 10" OL  | 516503 | Kazemat 07 Kazemat VII (zoeklichtkazemat met opstelplaats voor zoeklicht, spiegelkamer, remise voor de spiegelinstallatie, aggregaat, manschappenverblijf, observatiepost en brandstofreservoir)                                                                                              |
| Kazemat VIII (mitrailleurkazemat met mitrailleurkamer, onderofficierenvertrek en manschappenvertrek) | Kazemat                  | 1933     |                 | 1e linie, op de zuidoostelijke havendam                                                                | 53° 3' 59" NB, 5° 20' 23" OL | 516504 | Kazemat 08 Kazemat VIII (mitrailleurkazemat met mitrailleurkamer, onderofficierenvertrek en manschappenvertrek) |
| Kazemat IX (mitrailleurkazemat met drie mitrailleurnesten en afsluitbare munitienissen) | Kazemat                  | 1933     |                 | 1e linie, op het uiteinde van de zuidwestelijke havendam                                               | 53° 3' 49" NB, 5° 20' 25" OL | 516505 | Kazemat 09 Kazemat IX (mitrailleurkazemat met drie mitrailleurnesten en afsluitbare munitienissen) |
| Kazemat X (mitrailleurkazemat met mitrailleurkamer, manschappenverblijf, munitiekamer en twee toiletten) | Kazemat                  | 1933     |                 | 2e linie, aan de voet van de noordwestelijke spuihavendam aan de zijde van de spuisluizen              | 53° 4' 23" NB, 5° 19' 33" OL | 516506 | Upload foto |
| Kazemat XI (mitrailleurkazemat gericht op het gebied voor de spuisluizen) | Kazemat                  | 1933     |                 | 2e linie, aan de voet van de zuidwestelijke spuihavendam aan de zijde van de spuisluizen               | 53° 4' 21" NB, 5° 19' 35" OL | 516507 | Kazemat 11 Kazemat XI (mitrailleurkazemat gericht op het gebied voor de spuisluizen) |
| Kazemat XII (mitrailleurkazemat met mitrailleurkamer, een observatiepost, manschappenverblijf en twee toiletten) | Kazemat                  | 1933     |                 | 2e linie, aan de voet van de noordwestelijke spuihavendam aan de zijde van Den Oever                   | 53° 4' 22" NB, 5° 19' 27" OL | 516508 | Upload foto |
| Kazemat XIII (mitrailleurkazemat met mitrailleurkamer, observatiepost, manschappenverblijf, hulptelefooncentrale en twee toiletten) | Kazemat                  | 1933     |                 | 2e linie, aan de voet van de zuidwestelijke spuihavendam aan de zijde van Den Oever                    | 53° 4' 19" NB, 5° 19' 28" OL | 516509 | Upload foto |
| Kazemat XIV (remise voor luchtdoelgeschut en keuken, met magazijn, munitiekamer, twee manschappenverblijven, onderofficierenvertrek, opstelplaats voor luchtdoelgeschut en twee toiletten)                                                                                         | Kazemat                  | 1933     |                 | 1e linie, aan de voet van de zuidwestelijke havendam aan de zijde van de spuisluizen                   | 53° 4' 24" NB, 5° 19' 58" OL | 516510 | Kazemat 14 Kazemat XIV (remise voor luchtdoelgeschut en keuken, met magazijn, munitiekamer, twee manschappenverblijven, onderofficierenvertrek, opstelplaats voor luchtdoelgeschut en twee toiletten)                                                                                         |
| Kazemat XV (remise voor luchtdoelgeschut met magazijn, munitiekamer, twee manschappenverblijven, onderofficieren-vertrek, opstelplaats voor luchtdoelgeschut en twee toiletten) | Kazemat                  | 1933     |                 | 2e linie, aan de voet van de noordwestelijke spuihavendam tussen de kazematten X, XII en XVI           | 53° 4' 25" NB, 5° 19' 30" OL | 516511 | Upload foto |
| Kazemat XVI (mitrailleurkazemat met opstelling voor schijnwerpers en luisterapparatuur) | Kazemat                  | 1933     |                 | 2e linie, aan de voet van de noordwestelijke spuihavendam ten noorden van kazemat X                    | 53° 4' 26" NB, 5° 19' 32" OL | 516512 | Kazemat 16 Kazemat XVI (mitrailleurkazemat met opstelling voor schijnwerpers en luisterapparatuur) |
| Kazemat XVII (zoeklichtremise met remisevertrek, aggregaatruimte en brandstofreservoir) | Kazemat                  | 1933-'34 |                 | 2e linie, aan de voet van de zuidwestelijke spuihavendam bij kazemat XI                                | 53° 4' 19" NB, 5° 20' 3" OL  | 516513 | Kazemat 17 Kazemat XVII (zoeklichtremise met remisevertrek, aggregaatruimte en brandstofreservoir) |
| Duitse kanonkazemat | Kazemat                  | 1943     |                 | aan de voet van de noordwestelijke havendam ten noorden van kazemat II                                 | 53° 4' 28" NB, 5° 19' 59" OL | 516514 | Upload foto |
| Duitse kanonkazemat | Kazemat                  | 1943     |                 | aan de voet van de zuidwestelijke havendam ten zuiden van kazemat IV                                   | 53° 4' 22" NB, 5° 20' 3" OL  | 516515 | Duitse kanonkazemat |
| Duitse open opstelling voor luchtdoelartillerie | Open verdedigingswerk    | 1943     |                 | aan de voet van de noordwestelijke spuihavendam ten zuiden van kazemat XII                             | 53° 4' 19" NB, 5° 20' 3" OL  | 516516 | Upload foto |
| Duitse open opstelling voor luchtdoelartillerie | Open verdedigingswerk    | 1943     |                 | aan de voet van de zuidwestelijke havendam tussen kazemat IV en kazemat XIV                            | 53° 4' 23" NB, 5° 19' 59" OL | 516517 | Upload foto |
| Duitse tankversperring | Versperring              | 1943     |                 | aan de voet van de noordwestelijke havendam ten noorden van kazemat II                                 | 53° 4' 30" NB, 5° 19' 58" OL | 516518 | Duitse tankversperring |
| Duitse tankversperring | Versperring              | 1943     |                 | op de dijk ten westen van de westelijke spuihavendammen                                                | 53° 4' 21" NB, 5° 19' 18" OL | 516519 | Upload foto |
| Lorentzsluizen, spui- en schutsluizen | Waterkering en -doorlaat | 1931-'33 | D.P. Roosenburg | direct naast de A7 halverwege de spuihaven                                                             | 53° 4' 21" NB, 5° 19' 49" OL | 516527 | Meer afbeeldingen |
| Lorentzsluizen, douanegebouw | Overheidsgebouw          | 1932     | D.P. Roosenburg | tussen de schutsluizen                                                                                 | 53° 4' 9" NB, 5° 20' 14" OL  | 516528 | Meer afbeeldingen |
| Grenspaal Afsluitdijk | Grensafbakening          | 1932     |                 | op de Afsluitdijk bij hm 82,6                                                                          | 52° 59' 59" NB, 5° 9' 58" OL | 516535 | Meer afbeeldingen |